# クトロ
クトロ（イタリア語: Cutro）は、イタリア共和国カラブリア州クロトーネ県にある、人口約1万人の基礎自治体（コムーネ）。

## 地理

### 位置・広がり

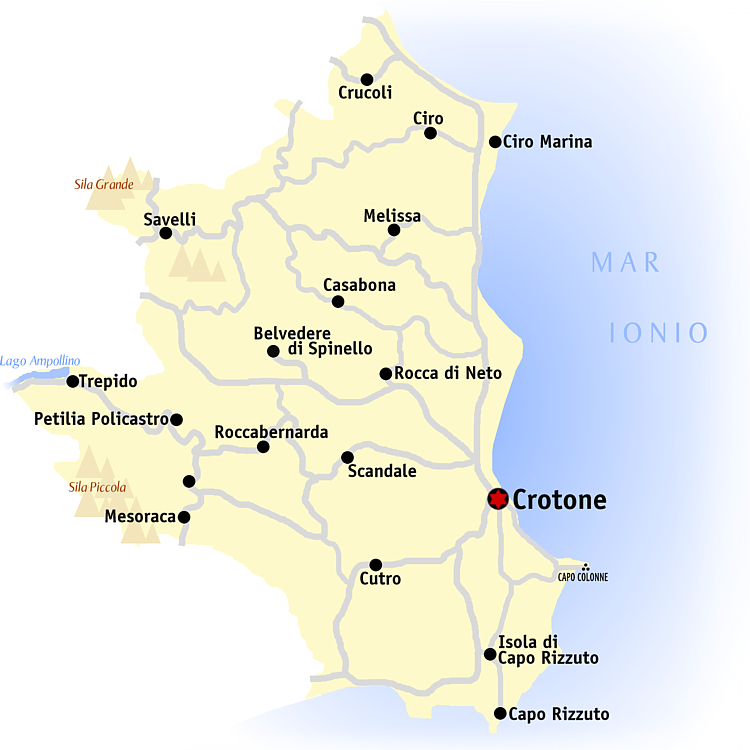
クロトーネ県概略図

クロトーネ県南部に位置するコムーネ。

#### 隣接コムーネ
隣接するコムーネは以下の通り。括弧内のCZはカタンザーロ県所属を示す。
- ベルカストロ (CZ)
- クロトーネ
- イーゾラ・ディ・カーポ・リッツート
- メゾラーカ
- ロッカベルナルダ
- サン・マウロ・マルケザート
- スカンダーレ

## 人物

### 著名な出身者
- ジョヴァンニ・レオナルド・ディ・ボナ（英語版） - 16世紀のチェス・マスター。